# Zhang Bin
Zhang Bin (xinès simplificat: 张彬, pinyin: Zhāng Bīn), conegut com a Benjamin, (Heilongjiang, 16 de maig de 1974) és un escriptor i autor manhua xinés. Nascut a la província de Heilongjiang, on va estudiar moda i dibuix, es va traslladar a Pequín el juny del 1996, des d'on fa còmics. S'ha especialitzat en il·lustració per ordinador, i les seues històries tendeixen a ser pessimistes.
A més de les seues activitats com a dibuixant, Benjamin fa concerts amb el seu grup de rock.
El 2002 publica el primer còmic, sent publicat també en diverses llengües europees, com el castellà i el francés.
A Occident es va fer conegut arran de fer variant covers per a Marvel, el 2009. Aquell mateix any, va il·lustrar el videoclip de la cançó J’aimerais tellement, de Jena Lee.